# بووتنگتسا ستژلتسکا
بووتنگتسا ستژلتسکا (به لهستانی:  Błotnica Strzelecka) یک روستا در لهستان است که در گمینا ستژلتسه اوپولسکیه واقع شده‌است.